# Hydroptila bidens
Hydroptila bidens är en nattsländeart som beskrevs av Oliver S. Flint Jr. 1983. Hydroptila bidens ingår i släktet Hydroptila och familjen smånattsländor. Inga underarter finns listade i Catalogue of Life.